# 軀體變形障礙
軀體變形障礙（Body dysmorphic disorder，縮寫：BDD）、身體臆形症（台灣）、醜形恐怖（日本），是一種精神障碍，患者過度關注自己的體像并對自身體貌缺陷進行誇張臆想，在大多數病例中，患者的關注對象是一個或數個很小的或根本不存在的缺陷。因為這種過度關注，患者的日常生活受到極大的影響，患者通常會感覺沮喪、不安以及不合群，並且有較高的自殺率。
每個人的病因都不盡相同、但通常生理、心理和環境因素都會起到一定的作用。重度抑鬱症、社交恐懼症等是身體畸形恐懼症患者的共病。此恐懼症可以用心理療法或精神科藥物療法。男女性患身體畸形恐懼症人數量幾乎一樣，成年人和兒童都可能患病，而據稱大約百分之一的成年人都患有某種程度的身體畸形恐懼症。

## 歷史
1891年，身體畸形恐懼症首次由恩里克·莫斯利（Enrique Morselli）首次描述，也是他發明了“dysmorphophobia”（即畸形恐懼）一詞。1987年被美國精神醫學學會在精神疾病診斷與統計手冊中登錄為一種“障礙”（disorder） 。

## 診斷
儘管患者外貌正常甚至很有吸引力，他們仍然會有強烈的提升“某些”外貌特征的願望。他們會認為自己外表醜惡以至於害怕他人嘲笑羞辱厭惡而不能進行正常的社會交往。更嚴重的身體畸形恐懼症導致患者拒絕與所有人產生交集。因而在尋求治療時也會羞於啟齒。有些案例中，患者甚至認為與其“被說服”沒有患病，還不如繼續遭受身體畸形恐懼症的痛楚。

### 部位
大多数患者不满的身体部位是比较明确的，不过也有人部位不明确。男女患者关注部位差异较大。女性患者多关注腹部、臀部、头发。而男性患者则多关注头发、身材和生殖器。
他们会反复观察自己并和别人进行比较，也会反复征求亲友的评价，他们希望从别人那里确保自己的这些部位是“正常”的，但仍会倾向遮掩“缺陷处”。他们可能会反复求诊于皮肤科或整形科。

### 并发症
绝大多数患者都会伴有其他的心理问题，最常见的是抑郁症，自杀的风险高于普通抑郁症患者。此外，社交恐惧症和强迫性障碍在患者身上也很常见。女性患者也许会伴有进食障碍，而男性则可能有物质滥用、物质依赖的现象。

## 病因
軀體變形障礙的病因目前尚无定论。它可能與強迫症有一定的聯繫，二者有時也會同時發生。
身體畸形恐懼症的成因可以用認知行為模式來解釋，患病的原因涉關人的個性，包括內向性和自覺性，此外兒童時生活的環境等也可能會造成身體畸形恐懼症。例如有些病人報告說在兒童時代曾遭受虐待和欺凌。
此外，研究發現患有這種恐懼症者的眶額葉皮層和杏仁核之間聯繫較弱，而眶額葉皮層的作用是調節和平復情緒激發，而杏仁核則有產生情緒的功能。

## 治療
認知行為療法可以治療身體畸形恐懼症。在一個有83個參與者的治療研究中，經歷過12周認知行為療法的患者病情有明顯的改善，81.5%的參與者在治療後都不再表現出身體畸形恐懼症的症狀。此外，在一個元分析中，16周的治療後認知行為療法的療效明顯比藥物要好。
認知行為療法之所以起效可能是因為它加強了眶額葉皮層和杏仁核之間的聯繫。

## 預後
患者在最終尋求精神病或心理學學家的幫助之前，可能會前往皮膚科、整形外科等地方。患者可能會有自殺傾向，並會導致其酗酒或吸毒。

## 擴展閱讀
- Fang A, Hofmann SG. . Clin Psychol Rev. December 2010, 30 (8): 1040–8. PMC 2952668 . PMID 20817336. doi:10.1016/j.cpr.2010.08.001.

## 外部連結
- Looks that Kill （页面存档备份，存于）, 原BDD患者John Furse拍摄的纪录片